# The Weirdness
The Weirdness – album zespołu The Stooges wydany 6 marca 2007 przez Virgin Records. Utwory nagrano w dniach 7 – 30 października 2006 w Electrical Audio Studios w Chicago. Płyta została wypuszczona w formacie CD i LP. Wersja LP zawiera dodatkowo bonusy.

## Lista utworów
1. "Trollin'" (3:05)
2. "You Can’t Have Friends" (2:22)
3. "ATM" (3:15)
4. "My Idea of Fun" (3:17)
5. "The Weirdness" (3:45)
6. "Free & Freaky" (2:39)
7. "Greedy Awful People" (2:07)
8. "She Took My Money" (3:48)
9. "The End of Christianity" (4:19)
10. "Mexican Guy" (3:29)
11. "Passing Cloud" (4:04)
12. "I’m Fried" (3:44)
13. "O Solo Mio" (bonus w japońskiej edycji albumu - tylko w wersji na LP)
14. "Claustrophobia" (bonus tylko w wersji na LP)
15. "I Wanna Be Your Man" (bonus tylko w wersji na LP)
16. "Sounds of Leather" (bonus tylko w wersji na LP)

Muzyka i teksty: (1-14, 16) Iggy Pop/Ron Asheton/Scott Asheton, (15) John Lennon/Paul McCartney

## Skład
- Iggy Pop – wokal
- Ron Asheton – gitara
- Scott Asheton – perkusja
- Mike Watt – gitara basowa
- Steve Mackay – saksofon
- Brendan Benson – dalszy wokal ("Free & Freaky")